# Barylypa orbitalis
Barylypa orbitalis là một loài tò vò trong họ Ichneumonidae.